# Upplands runinskrifter 536
Upplands runinskrifter 536, till vänster på bilden, är ett vikingatida runstensfragment av granit i Roslags-Bro kyrka, Roslags-Bro socken och Norrtälje kommun. Runstensfragmentet är triangulärt och 0,3 gånger 0,3 meter stort. Runhöjden är 6 centimeter.
Fragmentet kan vara från samma runsten som U 534 och U 535. Det är emellertid inte alls säkert. Alla tre fragment hittades 1929 och förvaras tillsammans i kyrkans vapenhus.

## Inskriften
Translitterering av runraden:
... ...- kun(b)(a)... ...
Normalisering till runsvenska:
... ... Gunnbiorn(?) ...
Översättning till nusvenska:
... Gunnbjörn(?) ...